# Izabelów Mały
Izabelów Mały – wieś w Polsce położona w województwie łódzkim, w powiecie zduńskowolskim, w gminie Zduńska Wola. Miejscowość wchodzi w skład sołectwa Izabelów.
W latach 1975–1998 miejscowość administracyjnie należała do województwa sieradzkiego.